# Melma (libro)
Melma è un romanzo breve del 2007, di genere fantascientifico-distopico, dell'autore italiano Eraldo Baldini.

## Storia
Il libro è stato pubblicato nella collana Verdenero. Storie di ecomafia delle Edizioni Ambiente (casa editrice che collabora strettamente con la Legambiente) che propone testi tesi a sensibilizzare i lettori sul fenomeno delle ecomafie. Una nuova edizione è uscita nel 2018 per i tipi di Cento Autori.

## Trama
Nella prima metà del XXI secolo il mondo viene sconvolto da una serie di attentati di matrice ecoterroristica che mettono a dura prova i sistemi economico ed ecologico. Nel 2050 entrambi stanno tornando ad avere un proprio equilibrio e viene varato il progetto RPC (Risanamento Posti Caldi) per recuperare le aree più duramente provate, tra le quali l'Area 11 (nome con cui s'identifica il Petrolchimico dell'Alto Adriatico a Porto Marghera). 
Anna Meier, figlia dell'industriale della chimica Mario Meier, grande finanziatore del progetto RPC, viene rapita e tenuta prigioniera nell'Area 11 da un gruppo di persone, che si sono stabilite nella zona rischiando la propria salue, per guadagnare qualche soldo dal recupero del materiale ancora utilizzabile dopo la catastrofe ecologica.
Padre Nelson Cattelan, un membro di un nuovo ordine religioso cattolico che lavora in un'istituzione religiosa a Nuova Assisi, viene contattato per conto di Mario Meier dal suo vecchio superiore nell'amministrazione pubblica, Guglielmo Vassura, con lo scopo d'infiltrarsi a Porto Marghera per negoziare il rilascio di Anna in cambio di un riscatto.
Padre Cattelan accetta e si reca nell'area non ancora bonificata, ufficialmente con l'intenzione di portare assistenza spirituale agli sventurati che vi vivono. Per farsi accettare, condivide il loro malsano lavoro, rischiando di rimanere seriamente intossicato, e conquista la fiducia di alcuni recuperanti, come il ragazzino Niko, l'imprudente Diego, lo sfregiato ed enigmatico Ivan e la giovanissima prostituta Viola. Questa offre al sacerdote di andare da Anna Meier (sulla cui presenza gli altri sono reticenti) se egli la porterà via con sé e assicurerà un futuro anche al bambino che porta in grembo. Tuttavia, nel tragitto incappano nel gruppo dei cosiddetti mangiamorte, individui che per l'esposizione continua al cloruro di vinile monomero sono precipitati nella peggiore brutalità, dedicandosi anche al cannibalismo. Viola viene uccisa da un mangiamorte, ma padre Cattelan riesce ad ucciderne uno grazie alla siringa di veleno che si era fatto consegnare dalla ragazza prima di essere salvato da Ivan e dai suoi uomini. Deve così confidargli il vero scopo della sua presenza sul posto: Ivan allora lo porta da un uomo chiamato "il Vecchio", che aveva lavorato nel petrolchimico quando era ancora in funzione e aveva avuto un ruolo nell'attentato che lo devastò. Questi gli rivela che l'azione del suo gruppo terroristico voleva essere solo dimostrativa e che a provocare la catastrofe ambientale furono le cariche di esplosivo piazzate per ordine dei proprietari dell'industria, che ritenevano più conveniente provocare la distruzione del sito addossandone la responsabilità agli ecoterroristi piuttosto che investire denaro nella sua bonifica e riconversione. Aggiunge inoltre che il vero scopo del progetto RPC è di rendere di nuovo operativi gli impianti chimici senza preoccuparsi troppo dell'impatto ambientale, e che Anna Meier si trova con loro di sua spontanea volontà, essendo in disaccordo con la politica del padre.
Nel frattempo arriva un reparto delle forze speciali per liberare Anna con un blitz. Padre Cattelan, che ormai propende per la parte dei recuperanti, affronta Vassura intimandogli di lasciarlo proseguire nelle trattative, altrimenti potrebbe accadere un nuovo disastro ecologico a causa di altre cariche esplosive sistemate dai rapitori. Il bluff riesce e Vassura si ritira con i suoi uomini. Il prete riesce poi a vedere Anna, sofferente per un male incurabile, che accetta di tornare dal padre, a patto che le persone dell'Area 11 vengano lasciate in pace; in caso contrario, rivelerebbe ai mezzi di comunicazione i documenti segreti del progetto RPC. Mario Meier accetta.
Dopo qualche tempo, padre Cattelan lascia l'ospedale di Nuova Assisi, dov'è appena spirato suo fratello ed è ricoverata Anna Meier, deciso a ritornare a Porto Marghera, tra la gente che ormai considera "il suo gregge".

## Edizioni
- Eraldo Baldini, Melma, Verdenero. Storie di ecomafia 3, Milano, Edizioni Ambiente, 2007, ISBN 9788889014479.
- Eraldo Baldini, Melma, L'arcobaleno, Villaricca, Cento Autori, 2018, ISBN 9788868721596.